# Tosu
Tosu (japanska: 鳥栖市 ?, Tosu-shi) är en stad i Saga prefektur i Japan. Staden fick stadsrättigheter 1954.

## Kommunikationer
Shin-Tosu station ligger på Kyūshū Shinkansen-linjen som ger förbindelse med höghastighetståg till Kagoshima och Hakata (Fukuoka) och på
Nagasaki-linjen mot Nagasaki. Nagasaki-linjen grenar av från Kagoshimalinjen på Tosu station.